# Crispiphantes
Crispiphantes is een geslacht van spinnen uit de familie hangmatspinnen (Linyphiidae).

## Soorten
De volgende soorten zijn bij het geslacht ingedeeld:
- Crispiphantes biseulsanensis (Paik, 1985)
- Crispiphantes rhomboideus (Paik, 1985)